# Sari Lilliestierna
Sari Leila Hannele Lilliestierna, född Pesonen 21 april 1954 i Hausjärvi, är en finländsk skådespelare.
Lilliestierna började sin karriär i Sverige spelande den kvinnliga huvudrollen i John Olssons film Jonny Roova (1985). Därefter har hon medverkat bland annat i Agneta Fagerström-Olsson film Seppan (1986) och igen i John Olssons film Tonmålare (1988). I slutet av 1980-talet flyttade hon tillbaka till Finland och fortsatt spelande i finska filmer och TV-serier.

## Filmografi (urval)
- 1985 – Jonny Roova
- 1986 – Seppan
- 1988 – Tonmålare
- 1991 – Din vredes dag (TV-serie)